# Aristida hystricula
Aristida hystricula är en gräsart som beskrevs av Michael Pakenham Edgeworth. Aristida hystricula ingår i släktet Aristida och familjen gräs. Inga underarter finns listade i Catalogue of Life.